# تنها روی صحنه
تنها روی صحنه مجموعه مونولوگهایی برگزیده از فستیوال مونولو لیو است، که تابه‌حال سه شماره از این مجموعه توسط نشر کتاب آزاد به‌چاپ رسیده است. در این مجموعه آثار نمایشنامه‌نویسانی چون محمد چرمشیر، محمد رضایی‌راد و نغمه ثمینی به چشم می‌خورد.

## مجموعه‌ها

### تنها روی صحنه ۱
در شماره ۱ این مجموعه، آثاری از محمد رضایی‌راد، محمد چرمشیر، امیر احمدی‌آریان، آزاده شاهپری، بهزاد آقاجمالی گنجانده شده است. نمایشنامه‌های این شماره عبارتند از:
- جهان چرا از این که هست دورتر نمی‌رود؟، محمد رضایی‌راد
- یک‌وقت آدم دلش می‌خواهد همه چیز را فراموش کند، محمد چرمشیر
- گوشت، امیر احمدی‌آریان
- قتل در اتاق تحریر، آزاده شاهپری
- پشت بام، بهزاد آقاجمالی

### تنها روی صحنه ۲
در شماره ۲ این مجموعه، آثاری از محمد رضایی‌راد، محمد چرمشیر، نغمه ثمینی، رضا سرور و ایثار ابومحبوب گنجانده شده است. نمایشنامه‌های این شماره عبارتند از:
- روز عزیز مرده، محمد چرمشیر
- دست‌های دکتر زمل وایس، نغمه ثمینی
- اتاق صدا، رضا سرور
- این نوبت از کسان، ایثار ابومحبوب

### تنها روی صحنه ۳
در شماره ۳ این مجموعه، آثاری از محمد یعقوبی و بهار کاتوزی، نغمه ثمینی، مهین صدری و محسن اردشیر گنجانده شده است. نمایشنامه‌های این شماره عبارتند از:
- برلین، محمد یعقوبی و بهار کاتوزی
- اینجا کجاست؟، نغمه ثمینی
- پرشین کت، مهین صدری
- همه خانه سیاه است، محسن اردشیر